# Marius Caraman
Marius Caraman (n. 28 iunie 1953, București – d. 21 august 2017, București) a fost un fizician, regizor și fotograf român.
După studii la Facultatea de Fizică a Universității din București, pe care le absolvă cu nota 10, își ia licența în Fizică (iunie 1978) pentru a se dedica apoi aproape în exclusivitate pasiunilor sale, fotografia și regia de film.
Angajat ca fizician principal al Muzeului Țăranului Român, după 1989 Marius Caraman începe colaborarea cu Fundația Anastasia a pictorului Sorin Dumitrescu, alături de care va realiza câteva proiecte culturale importante ale României post decembriste: serile Darvari (realizate între 1992-1996) la schitul Darvari, zeci de filme documentare cu și despre marii duhovnici ai României, seria de filme documentare ale Muzeului Țăranului Român, seria de documentare realizată împreună cu scriitorul și editorul Fabian Anton, etc.

## Filmografie
- O femeie deșteaptă cît Țuțea: mămăluca de la capătul pădurii (1992)
- Despre pedeapsa cu moartea și alte poticneli ale credinței – prima convorbire cu Arhim. Arsenie Papacioc (1993)
- Despre farmece, vrăjitorii și alte lucrări diavolești – convorbire cu Părintele Ilarion Argatu (1994)
- Cine a stins candela în România? – convorbire cu Alexandru Paleologu (1994)
- Despre cuvintele de folos și cuvintele dobitocești – a doua convorbire cu Arhim. Arsenie Papacioc (1994)
- Dialog cu fața la cimitir – convorbire cu Parintele Ioanichie Bălan (1995)
- Nae Ionescu văzut de studentul său Mihai Șora (1996)
- Polemici ecleziale cu Părintele Constantin Galeriu (1997)
- A spovedi un președinte – convorbiri cu Părintele Justin Pârvu (1998)
- Trei cuvîntări despre Sf. Grigore Teologul – convorbiri cu Părintele Dumitru Stăniloaie (1992 – 1993)
- Despre ziua a 8-a – convorbiri cu Părintele Dumitru Stăniloaie (1993)
- Viața în pustie: humor și răbdare – convorbiri cu Arhim. Ilie Cleopa (1994)
- Un athonit la Darvari – convorbiri cu Părintele Petroniu Tănase (1993)
- Certarea Părintelui Ioanichie – convorbire cu Părintele Ioanichie Bălan (1997)
- Cum îi facem pe copii să primească credința – convorbire cu prof. Anastasia Popescu (1993)
- Despre politică și compromis – convorbire cu IPS Nicolae Corneanu (1994)
- Destăinuirile unui preot de mir – convorbire cu Părintele Ioan Bizău (1993)
- Doi ingineri ridică crucea – convorbire cu Mircea Miclea (1993)
- Mame și călugari (1995)
- Nașterea (1999)
- „Măricuța și Ion” (1999) - montaj video împreună cu Cosmin Manolache
- Un torționar talentat la Periprava – convorbire cu torționarul Nicolae Postea (2000)
- Cuvinte pentru comuniști – convorbire cu torționarul Franț Țandără (2002)
- Grădina boierului Nasta (2006)
- „Portret / Atelier - Paul Balaci” (2007) – crochiu etnografic realizat împreună cu Lila Passima
- Zaim (2008)
- Dependența de cer – convorbire cu Acad. Zoe Dumitrescu Bușulenga
- Haiducii din Clejani
- Eroina de la Nucșoara – convorbire cu Elisabeta Rizea

## Albume
- Gorduz. Sculptura (album), Editura Anastasia
- Frăsinei, biserica paraclis a cimitirului. Arhitectura, iconografie, jur-împrejur (album), Editura Anastasia
- Iconostasul roman de la Scala Coeli. Biografia unei sinteze stilistice, Editura I.C.R., 2005
- Chivotele ecumenice ale lui Petru Rareș și modelul lor ceresc, Editura Anastasia, 2001

## Fotografii pentru volumele
- Sorin Dumitrescu - Anticritice